# سیلوانو بندتی
سیلوانو بندتی (انگلیسی: Silvano Benedetti؛ زادهٔ ۵ اکتبر ۱۹۶۵) بازیکن فوتبال اهل ایتالیا است.
از باشگاه‌هایی که در آن بازی کرده‌است می‌توان به باشگاه فوتبال آسکولی، باشگاه فوتبال آلساندریا، باشگاه فوتبال تورینو، باشگاه فوتبال پارما، باشگاه فوتبال آ.اس. رم، و باشگاه فوتبال پالرمو اشاره کرد.
وی همچنین در تیم ملی فوتبال زیر ۲۱ سال ایتالیا بازی کرده‌است.